# Manuel del Fresno y Pérez del Villar
Manuel del Fresno y Pérez del Villar (Oviedo, 1 de enero de 1900 - 2 de noviembre de 1936) compositor y músico asturiano.

## Biografía
Manuel del Fresno y Pérez del Villar nació en Oviedo, el 1 de enero de 1900, siendo hijo del músico Saturnino del Fresno Arroyo y nieto de Ramón del Fresno y Cueli (1834-99) escultor, profesor de dibujo y uno de los primeros fotógrafos de Asturias. Inició sus estudios de piano de la mano de su padre. Se trasladó a Madrid para estudiar música obteniendo el título en el Conservatorio Nacional de Música y Declamación de Madrid. Regresó a Oviedo en 1918, siendo contratado como suplente del organista oficial de la Catedral de Oviedo.
En 1921, fue nombrado profesor auxiliar de piano en la Academia de Bellas Artes de San Salvador.
En 1935, accedió a la dirección de la Coral Vetusta, un año más tarde al iniciarse el asedio de Oviedo durante la guerra civil fue movilizado con el grado de sargento. Falleció el dos de noviembre al ser herido mortalmente de bala mientras defendía el puesto de Los Carmelitas en Oviedo.

## Obra
Su obras más conocidas son:
- Vetusta, fantasía estrenada el 1 de septiembre de 1931

- Paisaje asturiano, poema sinfónico estrenado el 23 de octubre de 1935 por la Orquesta Clásica de Madrid, dirigida por José María Franco, dentro de la temporada de conciertos de la Sociedad Filarmónica de Oviedo.

- Wilbertranz y Marilin, valses, el segundo de los cuales dedicado a su hija del mismo nombre.

- Colección de cantos asturianos.